# Bundesstraße 463
Pour les articles homonymes, voir Route 463.
La Bundesstraße 463 est une Bundesstraße du Land de Bade-Wurtemberg.

## Géographie
Elle va de Pforzheim en passant par Calw, Wildberg, Nagold, Horb am Neckar, Haigerloch, Balingen et Albstadt jusqu'au nord de Sigmaringen, où elle rejoint la B 32.

## Histoire
La route vicinale menant de Nagold à Wildberg est transformée en Staatsstraße en 1861.
Le tronçon entre Pforzheim et Nagold est connu sous le nom de Nagoldtalstraße et est tracé à partir de 1901 entre Pforzheim et ce qui était alors la frontière du Land du Bade-Wurtemberg près d'Unterreichenbach sous le nom de badische Staatsstraße Nr. 158. La B 463 d'aujourd'hui portait des numéros différents avant l'introduction de la Reichsstrassennetz :
| État       | Staatsstraße | Longueur | Parcours                         |
| ---------- | ------------ | -------- | -------------------------------- |
| Bade       | Nr. 158      | 23,2 km  | Pforzheim – Landesgrenze (–Calw) |
| Wurtemberg | Nr. 108      | 12,6 km  | (Pforzheim–) Landesgrenze – Calw |
| Wurtemberg | Nr. 103      | 23,9 km  | Calw – Nagold                    |
| Wurtemberg | Nr. 88       | 30,5 km  | Horb – Haigerloch                |

La B 463 est établie à la fin des années 1960.
Il est prévu de déplacer la B 463 dans la ville de Pforzheim et, en tant que tangente ouest de Pforzheim, de diriger à l'avenir le trafic de la vallée de Nagold autour du centre-ville. La jonction avec la B 10 et l'A 8 est achevée en juin 2 012. Le 20 novembre 2015, la cérémonie d'inauguration a lieu pour la poursuite de la construction jusqu'à la Landesstraße 562 (Dietlinger Straße). Cette section est achevée en avril 2019.
Un tronçon entre Horb am Neckar et l'échangeur autoroutier d'Empfingen est remplacé par la B 32 et l'A 81. À Balingen, il est en partie combiné avec la B 27.

## Source
- (de) Cet article est partiellement ou en totalité issu de l’article de Wikipédia en allemand intitulé « Bundesstraße 463 » (voir la liste des auteurs).

1. ↑  (de) Bundestag, Verhandlungen des Deutschen Bundestages : Drucksachen, vol. 83, 1963 (lire en ligne), p. 11